# 르노 트위지
르노 트위지(Renault Twizy)는 르노의 마이크로 자동차이다.

## 상세
2009년과 2010년에 내놓은 동명의 컨셉트카에서 디자인을 참고하였고, 2012년 출시되었다. 라인업은 2인승 사양은 어반, 1인승 화물 적재형 사양은 카고로 나뉘어 있다. 에어컨과 룸미러는 존재하지 않으며, 버튼식 변속기만 있다. 220V 충전 플러그가 내장되어 있으며(영국식과 독일식) 일본과 같이 110V를 쓰는 국가에서는 일절 판매하지 않는다. 대한민국에서는 고속도로와 자동차 전용도로에서의 운행이 금지되어 있다.
2017년부터는 대한민국 시장에 출시되었다. 초기에는 르노의 스페인 바야돌리드 현지공장에서 생산이 진행되었으나 2019년 10월부터는 대한민국 부산광역시의 동신모텍으로 생산지를 옮겼으며, 카고 모델이 삭제되었다. 2021년까지 생산하고 후속 없이 단종됐다.

### 제원
| 차량제원                | 독일(미터법)                            | 영국(임페리얼법)                        |
| ----------------------- | --------------------------------------- | --------------------------------------- |
| 제한속도                | 80 km/h                                 | 50mph                                   |
| 최대주행거리(저속)      | 90 km/h                                 | 55 mph                                  |
| 최대주행거리(고속)      | 55km/h                                  | 35mph                                   |
| 공차중량 (배터리 제외)  | 446~474kg (375kg)                       | 983~1044(826lbs)                        |
| 타이어(디스크 브레이크) | 125mm/80/13inch(후륜은 145mm/80/13inch) | 125mm/80/13inch(후륜은 145mm/80/13inch) |
| 제로45 (초)             | 6.1~7.5                                 | 6.1~7.5                                 |
| 서스펜션                | 맥퍼슨 스트럿                           | 맥퍼슨 스트럿                           |

- 플러그 타입

- 영국식플러그(type g):영국,아일랜드,몰타,홍콩,마카오,말레이시아,싱가포르,브루나이

- 독일식플러그(type f):대부분의 유럽국가(영국,아일랜드,몰타제외 스위스는 별도플러그를쓸수 있음),러시아,우크라이나,터키,대한민국

## 갤러리

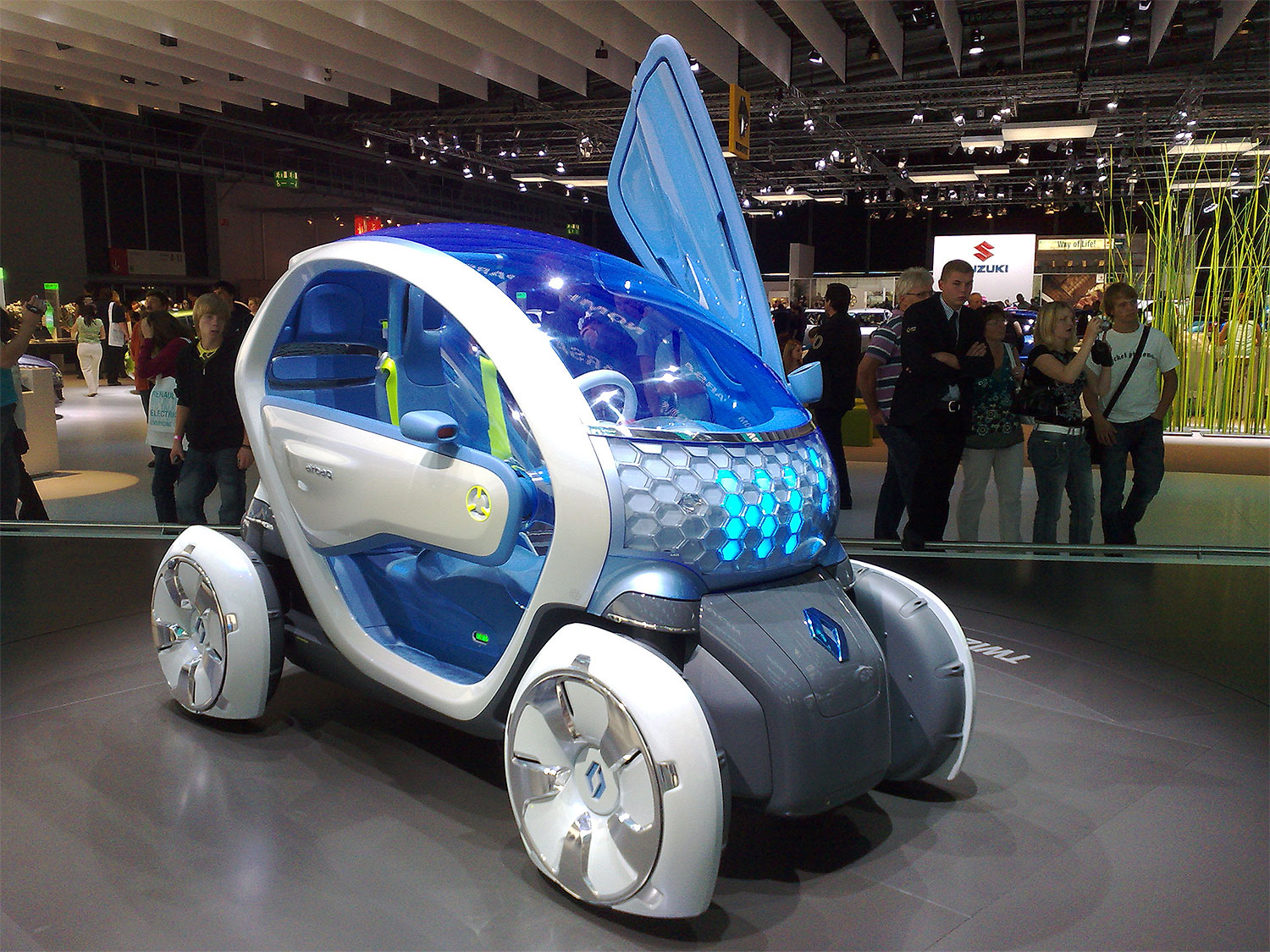
르노 트위지 Z.E. 컨셉트카
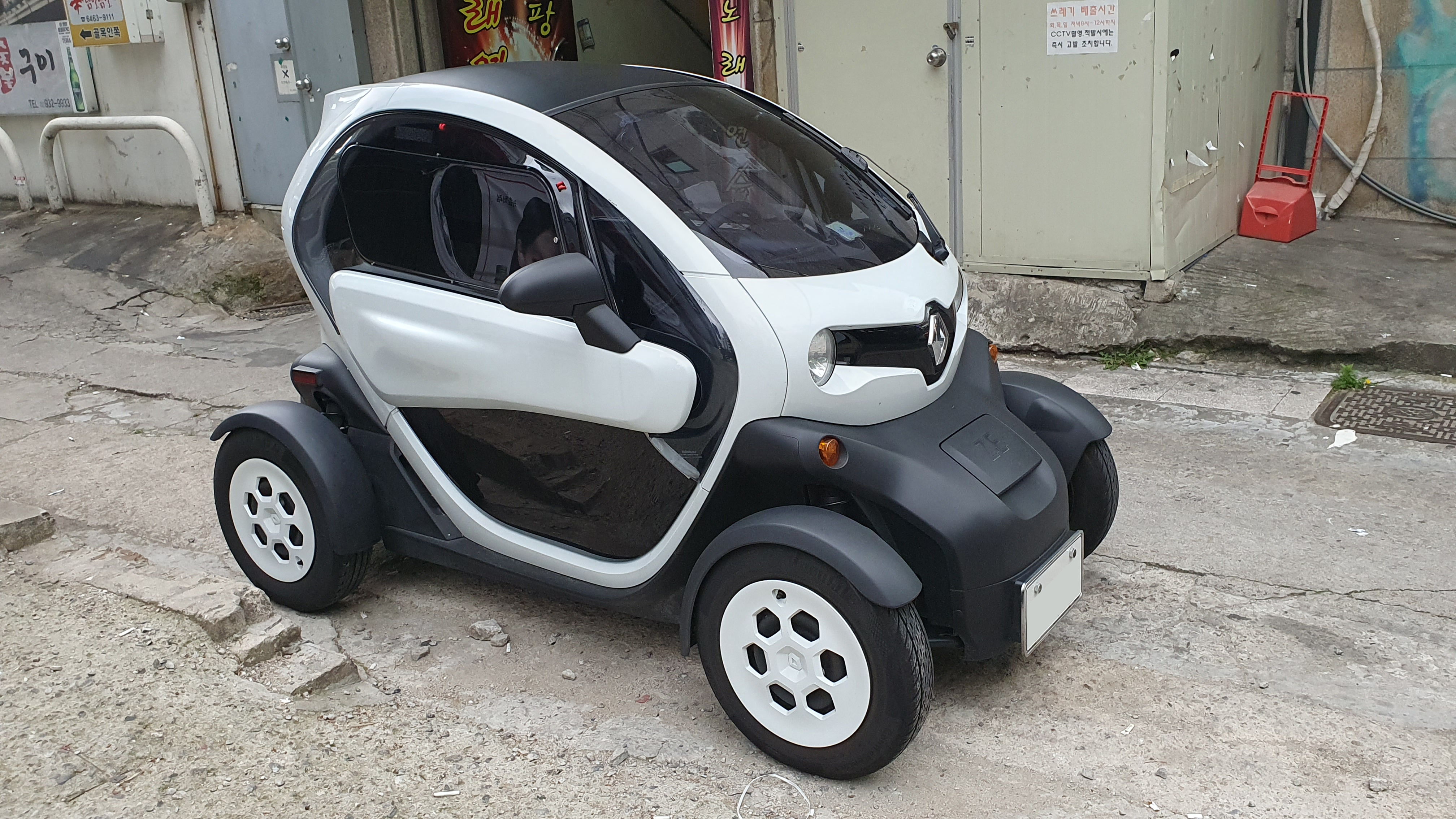
대한민국의 르노 트위지

## 같이 보기
- 도시형 자동차
- 마이크로 자동차
- 닛산 리프
- 르노 조에